# Fright Night 2 – Frisches Blut
Fright Night 2 – Frisches Blut (Originaltitel: Fright Night 2: New Blood) ist eine US-amerikanische Horrorkomödie aus dem Jahr 2013 und eine Fortsetzung von Fright Night aus dem Jahr 2011, obwohl kein Schauspieler aus dem ersten Film seine Rolle wiederaufnimmt. Regisseur ist Eduardo Rodríguez, und produziert wird der Film von Michael J. Gaeta und Alison R. Rosenzweig. Rosenzweig war auch schon am ersten Teil Produzentin. Der Spielfilm erschien am 1. Oktober 2013 in den Vereinigten Staaten auf DVD.

## Handlung
Der Highschool-Schüler Charley Brewster nimmt an einem Auslandsprogramm in Rumänien teil. Begleitet wird er von seinem Freund „Evil“ Ed und seiner Ex-Freundin Amy Peterson. Dort trifft Charley die Professorin Gerri Dandrige, die sich als Vampirin entpuppt. Er beobachtet sie, wie sie vampiristischen Aktivitäten nachgeht. Er wird von ihr erwischt und sie macht daraufhin Jagd auf ihn und seine Freunde. Sie ist vor allem hinter Amy her, da deren jungfräuliches Blut die richtige Medizin für sie ist, damit sie ewiges Leben erhält. Charley und Amy suchen den TV-Vampirjäger Peter Vincent auf. Dieser glaubt ihnen jedoch nicht und muss erst noch überzeugt werden.

## Hintergrund
Der Direct-to-Video-Film wurde hauptsächlich in Bukarest und Hunedoara, Rumänien, gedreht. Der Film hat keine Verbindungen mit seinem Vorgänger Fright Night, außer dem Titelnamen. Die Rollen des Charley Brewster, Amy Peterson, Ed Lee und Peter Vincent, die im ersten Teil von Anton Yelchin, Imogen Poots, Christopher Mintz-Plasse und David Tennant gespielt wurden, wurden mit Will Payne, Sacha Parkinson, Chris Waller und Sean Power besetzt.
Die Veröffentlichung fand in den Vereinigten Staaten am 1. Oktober und in Deutschland am 18. Oktober 2013 statt.

## Kritiken
Auf der Aggregator-Webseite Rotten Tomatoes geben nur 17 % der Zuschauer dem Film eine positive Bewertung.

„Während sich der 2011er ‚Fright Night‘ noch wohltuend aus der Masse der Horror-Remakes abhob, reiht sich ‚Fright Night 2 – Frisches Blut‘ nahtlos in den nicht enden wollenden Strom überflüssiger Direct-to-DVD-Sequels ein.“

„Der Film kann weder an abstruser Komik mit dem Original aus den 1980er-Jahren noch in Sachen Teen-Horror mit dem Remake von 2011 mithalten, sondern bleibt ein zahnloser Versuch, blutig und sexy den Elizabeth-Barthory-Mythos zu kolportieren.“